# 巴音朝魯
巴音朝魯（バヤンチョル、モンゴル語：ᠪᠠᠶᠠᠨᠴᠢᠯᠠᠭᠤ、1955年10月 - ）は、中華人民共和国の官僚・政治家。モンゴル族。内モンゴル自治区イフ・ジョー盟オトク旗（現在のオトク前旗）出身。元中国共産党吉林省委員会書記、吉林省人民代表大会常務委員会主任。寧波市市委書記、吉林省省長、吉林省政協主席などを歴任した。

## 経歴
1955年10月、内モンゴル自治区イフ・ジョー盟オトク旗（現在のオトク前旗）で生まれる。
1982年、内モンゴル師範大学政治理論学科を卒業。卒業後、イフ・ジョー盟に戻り、組織部組織科課長、エジンホロ旗党委副書記、旗長、書記を歴任した。
1991年11月、共青団内モンゴル自治区委員会副書記に就任。半年後に書記に昇進する。同時に自治区の青年連合会の主席を兼任する。
1993年、中国共産主義青年団書記処の書記に昇格。1998年1月、中華全国青年連合会主席に就任。
2001年4月、浙江省副省長に転出。2003年12月、同省寧波市に転任し、寧波市市委書記に就任。2007年10月の第17回党大会で候補委員に選ばれた。
2010年8月、党務に転じて吉林省に赴任し、吉林省党委員会副書記に就任した。翌年2月、吉林省政協主席を兼務。2012年11月の第18期1中全会で中央委員に選ばれた。2013年1月、王儒林の後任として、吉林省省長に任命された。2014年9月1日、吉林省党委書記に任命。吉林省党委書記は前任の王儒林氏が8月に山西省党委書記へ異動した後、空席となっていた。さらに10月には吉林省人民代表大会常務委員会主任を兼任する。